# Me siento extraña
Me siento extraña es una película española de 1977 del género cine de destape, dirigida por Enrique Martí Maqueda y protagonizada por Rocío Dúrcal y Bárbara Rey. Las críticas iniciales a la cinta fueron mixtas, pero con el paso del tiempo llegó a obtener el estatus de cine de culto al considerársela un filme pionero de la cinematografía española por presentar el tema del lesbianismo de una forma más abierta al público.

## Argumento
Laura es una pianista que abandona su hogar porque su suegro hace insoportable la convivencia del matrimonio. Visitará a una amiga suya para pedirle ayuda, y ésta le presenta a Marta, una vedette de revista y televisión que hará uso de las dotes de Laura al piano para preparar nuevas canciones para su espectáculo.
Laura se trasladará entonces a vivir al chalet de Marta, donde prepararán canciones. A partir de ahí comienzan a ser la «comidilla» de sus vecinos.
La realidad es que los malos tratos psicológicos y físicos del marido de Laura son los causantes de la búsqueda de paz por parte de la agredida.
Se limita a plantear una situación lógica por la que dos personas se amparan en sus distintas soledades.

## Reparto
- Rocío Dúrcal como Laura
- Bárbara Rey como Marta
- Francisco Algora (acreditado como Paco Algora) como Lucio
- Ricardo Tundidor como Sergio
- Eva León Conde como Gloria
- Luis Marín como Paco
- Rafael Navarro como don Antonio
- José Antonio Ceinos como Eduardo
- Francisco Nieto (acreditado como Paco Nieto) como amigo de Paco
- Fernando Sánchez Polack como Tomás
- Juan A. De Los Santos (acreditado como Juan Antonio de Santos) como Jacinto
- Fabián López Tapia como Pedro / médico

## Recepción
Fue una de las películas españolas que más ingresos obtuvo en el primer año de su estreno. Al poco tiempo del estreno, las actrices protagónicas renegarían de la película (y muy especialmente Rocío Dúrcal, quien tampoco quiso ir al mismo ya que consideró que esta película había sido un error para ella).
Este filme supuso la retirada voluntaria y definitiva de Rocío Dúrcal del cine. Además de lo mencionado, Dúrcal jamás vio la película terminada ya que, por un lado se negó a seguir filmando por tantos cambios que se le hicieron en los guiones durante el rodaje, y por otro, comenzó a dar más énfasis a su carrera como cantante y empezó a realizar diversas presentaciones musicales en México tras su retiro cinematográfico.

## Premios
En 2010 Bárbara Rey recibió el premio honorífico del IV Festival Internacional de cine gay y lésbico de Andalucía, por su interpretación en la película. La actriz fue a recogerlo y manifestó sentirse orgullosa de que, más de 30 años después, se valorase la película que, en su momento, había recibido muy malas críticas por su contenido homosexual.

## Restauración en 4K
En 2023, la cinta fue restaurada digitalmente, en formato 4K, por la plataforma FlixOlé para su estreno en la misma.